# Glina
Glina je sedimentna kamnina, sestavljena predvsem iz drobnozrnatih mineralov, med katerimi prevladuje kaolinit. Zrnca gline, sprijeta v trdo kamnino imenujemo glinavec. Glino uporabljamo v lončarstvu. Če glino zmočimo, postane lepljiva in jo lahko oblikujemo, tudi naravno pa vsebuje različne količine vode, ujete v mineralni strukturi. 
Glina vsebuje veliko kremenčeve(silicijeve) kisline. Vulkanski mineral zeolit prav tako. Zato sta glina in zeolit zelo zdravilna. Oba namreč potegneta iz telesa (tako notranje kot zunanje) strupe kot so svinec, arzen, kadmij, živo srebro, aluminij, slabe bakterije, slabe viruse, proste radikale, plesni, glivice oz. kandido, mikobakterije, radioaktivne elemente stroncij 90, uran, plutonij, cezij, radij itn. Tako glina kot zeolit pa oddata telesu prepotrebno silicijevo kislino, ione magnezija, kalija, kalcija, železa, bakra, fosforja oz. vseh ionov, ki manjkajo telesu. 

## Terapevtska in medicinska uporaba
Uporaba gline v ljudski medicini sega daleč v prazgodovino. Prvi zapisi o uporabi t.i. medicinske gline so bili odkriti v Mezopotamiji okoli 2500 pr. n. št. Tudi stari Egipčani so poznali njene zdravilne lastnosti in jo uporabljali kot protivnetno in protibolečinsko snov, papirus Ebers pa opisuje njeno uporabo pri različnih zdravstvenih težavah - od prebavnih motenj do kroničnih očesnih obolenj.
Glina se uporablja tudi v kozmetiki, terapevtska glina pa je glina, ki se uporablja v zdravilstvu. Gline, ki se najpogosteje uporabljajo v terapevtske namene, so kaolin, Fullerjeva zemlja in bentonit, vendar natančna definicija teh substanc ne obstaja. Odkrite so bile namreč s preprostimi poskusi in raziskavami učinkovitosti pri posameznem bolezenskem stanju, z določevanjem sestave različnih vrst gline pa se niso ukvarjali. Tudi z novejšimi poskusi klasifikacije težko opredelimo vrste glin, saj zaradi različnih nahajališč variira razmerje količin različnih mineralov, ki so prisotni v njih. »Bentonit« se tipično nanaša na širši spekter glin z različnimi lastnostmi. V alternativni medicini se ta termin pogosto uporablja za poimenovanje vseh vrst terapevtskih glin. Podoben izraz je »montmorillonit« (poimenovan po kraju nahajanja v Montmorillontu v Franciji), zato je pogosto možna medsebojna zamenjava z »bentonitom«. V Sloveniji je uporabo gline v medicinske namene ter poznavanje njenih pozitivnih učinkov razširjal pater Simon Ašič.